# Batalla de Ballymore-Eustace
La Batalla de Ballymore-Eustace fue uno de los acontecimientos de la rebelión de los Irlandeses Unidos de 1798. Tuvo lugar el 24 de mayo de 1798 tras el estacionamiento del 9.º Regimiento de Dragones, y Milicias de Tyrone, Antrim y Armagh en Ballymore, en el condado de Kildare, cerca de la frontera entre Kildare y Wicklow, el 10 de mayo. El pueblo había sido recientemente guarnecido por casi 200 soldados y milicianos que habían sido enviados para reprimir la sedición en la zona. Las tropas habían sido dispersadas en Alojamientos entre la población, según la práctica contrainsurgente de "cuarteles libres", en la que la responsabilidad del aprovisionamiento y alojamiento de la milicia recaía en la población. Durante este tiempo se entregaron muchas armas y se expidieron cartas de protección. 
El 23 de mayo fueron retirados 120 soldados, quedando una guarnición de unos 80 hombres. Hacia la 1 de la madrugada del 24 de mayo, la fuerza rebelde de unos 200 hombres atacó la ciudad. Al igual que en Naas y Prosperous, los rebeldes trataron de sorprender y abrumar a la guarnición mediante ataques coordinados antes de que pudiera reaccionar y reunirse contra ellos. Las casas que contenían tropas del 9.º de Dragones y de la Milicia de Tyrone debían ser atacadas simultáneamente. 
Sin embargo, el ataque al cuartel general de la guarnición fracasó debido a la falta de coordinación y de efectivos, por lo que el edificio se convirtió en un punto de reunión para las tropas gubernamentales. El capitán Beevor fue atacado en su propia alcoba por dos rebeldes. El teniente Parkinson y algunos dragones acudieron en su ayuda y ambos rebeldes fueron abatidos. Otros alojamientos aislados fueron atacados, pero algunas unidades consiguieron liberarse y abrirse paso por las calles hasta el cuartel general. Varias propiedades, incluida la iglesia protestante, fueron incendiadas. 
Durante dos horas, los rebeldes atacaron el fortín, pero sin artillería, no pudieron tomar el edificio y perdieron a muchos hombres en el proceso. Los rebeldes perdieron impulso y retiraron su ataque, dejando unos 50 muertos, pero con un coste para la guarnición de al menos 12 muertos y 5 heridos.
La batalla condujo directamente a las ejecuciones de Dunlavin Green, en las que el temor a un posible ataque rebelde contra la guarnición de la cercana Dunlavin llevó a la ejecución sumaria de prisioneros rebeldes.